# 彝語
彝語（いご; ꆈꌠ꒿, ꆀꉙ）とは、主に中国四川省南部・雲南省・貴州省・広西チワン族自治区およびベトナム北西部ハザン省に居住する彝族によって話される言語。
シナ・チベット語族チベット・ビルマ語派ビルマ・ロロ・ナシ語群に属するロロ諸語の系統。彝語は6方言25下位方言に分類される。異なった方言話者の間での意思の疎通は困難である。話者数は650万人程度。
表記には彝文字を使用。四川省では「涼山規範彝文」が使われる。

## 方言
[]で括られた3つのラテン文字は対応するISO 639-3コードである。
- 北部方言 [iii] - 彝語の標準語とされる。彝語北部方言、ノス語（諾蘇語 Nuosu）、涼山彝語、四川彝語とも表記される。
- 東部方言 - ナス語（納蘇語 Nasu）とも。さらに烏蒙方言 [ywu] と烏撒方言 [yig] などといった下位区分に分かれる。
- 南部方言 - ニス語（尼蘇語 Nisu）とも。さらに東方言 [nos]、北方言 [yiv]、西方言 [nsf]、南方言 [nsd]、西南方言 [nsv] などといった下位区分に分かれる。
- 西部方言 - ラロ語（臘羅語 Lalo）とも。さらに中央方言 [ywt]、東山壩方言 [yik]、東方言 [yit]、西方言 [ywl] などといった下位区分に分かれる。これらのうち中央方言に関しては巍山彝族回族自治県五印郷龍街村での調査による包括的な内容の文法書（Björverud (1998)）が存在する[2]。
- 中部方言 [ycl] - ロロポ語（倮倮潑語 Lolopo）とも。南方言 [ysp] というものも存在する。
- 東南部方言 - サニ語（撒尼語 Sani）[ysn] などの下位区分が存在する。

## 関連文献
英語:
- Björverud, Susanna (1998). A Grammar of Lalo. Lund: Department of East Asian Languages, Lund University. NCID BA67291242